# Райън Дюсик
Райън Дюсик (на английски: Ryan Dusick) е американски барабанист, роден на 19 септември 1977. До 2006 година той свири в американската поп-рок група Maroon 5, след което бива заменен от Мат Флин поради травма.